# Parafia św. Brata Alberta w Libertowie
Parafia Świętego Brata Alberta w Libertowie – rzymskokatolicka parafia znajdująca się w archidiecezji krakowskiej, w dekanacie Mogilany, w Polsce.